# AmBev
AmBev (voluit: Companhia de Bebidas das Américas) is een Braziliaanse brouwerijgroep met hoofdzetel in São Paulo. AmBev maakt sinds 2004 deel uit van AB InBev.
Ambev werd oorspronkelijk opgericht als Braziliaanse firma met kapitaal van buitenlandse investeerders. De groep ontstond op 1 juli 1999 door de samengaan van twee grote Braziliaanse brouwerijen Companhia Antarctica Paulista en Companhia Cervejaria Brahma en werd de grootste brouwerijgroep in Zuid-Amerika en de vijfde grootste in de wereld.
In augustus 2004 fuseerde Ambev met de Belgische brouwerijgroep Interbrew waardoor een nieuwe naam ontstond: "InBev". Na de overname van Anheuser-Busch in 2008 veranderde de naam opnieuw, in Anheuser-Busch InBev, of kortweg AB InBev.
Ambev is actief in 14 landen in Amerika en de portfolio aan bieren omvat onder andere Antarctica, Brahma, Bohemia, Skol, Stella Artois en frisdranken zoals Guaraná Antarctica, Soda Antarctica, Sukita, H2OH! en Guarah. Als de grootste PepsiCo-bottelaar buiten de VS verkoopt en distribueert Ambev PepsiCo-producten in Brazilië en andere Zuid-Amerikaanse landen, inclusief Pepsi, Lipton Ice Tea en Gatorade onder licentie.